# Juan Téllez Vicén
Juan Téllez Vicén (1830-1885), veterinario, catedrático y político español nacido en Cabeza del Buey (Badajoz), y criado en Madrid.

## Biografía
Nació en Cabeza de Buey (Extremadura) el 26 de mayo de 1830.
Era hijo de José Téllez de León (Málaga) y de Ángela Vicén Fernández de Aragón (Madrid).
Casó en primeras nupcias con Petra Iglesias, con la que tuvo una hija, y en segundas con Francisca López Alonso con la que tuvo cuatro hijas y un hijo.
Fue padre del novelista y veterinario Juan Téllez y López (1878-1915), que es autor de Cuentos para Mimí, Mater admirabilis, o la Enciclopedia de la cultura general (1909), entre otras.
Cursó sus estudios superiores en la Escuela de Veterinaria de Madrid de 1849 a 1854. Finalizada la carrera, ejerció inicialmente como veterinario rural en Sestrica y Morés (Zaragoza). En 1858 se encarga de la Cabaña modelo a propuesta de la Asociación General de Ganaderos del Reino, dimitiendo poco después para optar a una plaza de catedrático en la Escuela de Veterinaria de León, que pasó a ocupar en 1859. En 1873 se traslada por concurso a la Escuela de Veterinaria de Madrid.
Estuvo en el Real Consejo de Sanidad del Reino (1879-19885), fue presidente de la Unión Veterinaria (1878-1883), de la Liga Nacional de los Veterinarios Españoles (1884), presidió la Sociedad de Escolares Veterinarios, entre otros cargos. Fue promotor y presidente del primer Congreso Nacional de Veterinaria (24-28 de octubre de 1883).
Firmó, en 1869, del Pacto Federal Castellano en representación del Partido Republicano Federal de la Provincia de León, a donde se había trasladado en 1859 al obtener la cátedra de Patología de la Escuela de Veterinaria.
Fue promotor, junto a Leoncio Francisco Gallego Pérez y Miguel Viñas, de la revista El Eco de la Veterinaria, después renombrada como La Veterinaria Española. Y fundador, con Santiago de la Villa, de la Unión Veterinaria (1878).
Falleció en Madrid el 20 de agosto de 1885.

## Obras
- De los sistemas de monta en la cría caballar (1857)
- Título: Discurso inaugural leído... en la Escuela profesional Veterinaria de León... en la apertura del curso de 1862 (1862)
- Memorias aprobadas por la Junta de Agricultura, Industria y Comercio (León, 1866)
- Curso de farmacología y toxicología (León, 1871)
- Discursos leído[s] y pronunciado[s] en la inauguración de La Unión Veterinaria, Sociedad académica... en... la Universidad Central (1878)
- Influencia de las Matemáticas en el progreso de las Ciencias físicas y biológicas (1878)
- Del Fomento Rural en la provincia de León (memorias aprobadas por la Junta de Agricultura, Industria y Comercio de la misma

### Traducciones
- Diccionario de medicina veterinaria práctica, junto con Leoncio F. Gallego, (Madrid, 1854), de L.V. Delwart
- Tratado de patología y de terapéutica generales veterinarias, junto con Leoncio F. Gallego, (Madrid, 1856), de J. Rainard
- Tratado completo del arte de herrar y forjar, junto a la redacción de La Veterinaria Española, (Madrid, 1859), de A.A. Rey
- Diccionario de medicina veterinaria práctica [2ª Edición mejorada], junto con Leoncio F. Gallego, (Madrid, 1859), de L.V. Delwart.
- Reproducción, mejora y cría de los animales domésticos (León, 1861), de Augusto de Wecherlin